# Monotelitizam
Monotelitizam ili Monoteletizam (na grčkom jeziku "jedna volja") je kristološko učenje, koje je nastalo u 7. stoljeću, koje naučava samo Božansku Kristovu narav. Naime, iako je monofizitstvo osuđeno na Kalcedonskom saboru 451. godine, još uvijek je bilo mnogo onih koji nisu bili spremani prihvatiti dogmu o dvije Kristove naravi. Nakon ovog Sabora, monoteliti su se odvojili. Zbog toga je carigradski patrijarh Sergije I. nastojao pronaći kompromisno rješenje. Smatrao je da je moguće reći da u Kristu postoje dvije prirode, ali samo jedna volja. Ovome se suprotstavio Sv. Maksim Ispovjednik koji je tvrdio da priroda mora imati i osobnu prirodnu volju, te da bi, ako bismo prihvatili da je Krist imao samo jedno volju, iz toga nužno slijedilo da je imao i samo jednu prirodu ili da je Njegova ljudska priroda bila nedostatna. Sv. Maksima je podržao papa Martin I. koji je zbog toga protjeran na Krim. Sv. Maksim je mučen i od posljedica mučenja je preminuo.
Na poziv cara Konstantina IV., u Carigradu će 680./681. godine doći do Trećeg carigradskog sabora na kojemu će preko posrednika sudjelovati i papa Agaton i gdje će konačno biti osuđeno monotelitističko učenje.